# Petaurista nobilis
Petaurista nobilis є видом гризунів родини Sciuridae. Цей вид мешкає в гімалайських лісах і є однією з найбільших летяг. Як і інші летяги, вона веде переважно нічний спосіб життя і здатна ковзати (а не літати, як кажан) на великі відстані між деревами, розправляючи патагіум, шкіру між кінцівками.

## Мофологічні особливості
Ця летяга досягає довжини голови й тулуба від 41 до 49 сантиметрів і довжини хвоста від 46 до 52 сантиметрів. Вага близько 2,7 кг. Це робить її однією з найбільших летяг і вивірок. Колір спини світлий і блискучий каштановий з малюнком жовтувато-коричневих ділянок, викликаних відповідними кінчиками волосся. Живіт, плечі та центр голови світло-рудувато-коричневі, а по верхній частині спини проходить червоно-коричнева смуга. Підвид P. n. singhei, який живе в основному в Бутані, характеризується шерстистим хутром, частково від оранжевого до коричневого, з темною плямою на спині та плечах.

## Розповсюдження й середовище проживання
Країни проживання: Бутан, Індія, Непал. Мешкає на висотах від 1500 до 3000 метрів над рівнем моря. Зустрічається в тропічних і субтропічних гірських, гірських соснових і рододендронових лісах.

## Спосіб життя
Це деревний і сутінковий/нічний вид. Час генерації оцінюється приблизно в сім — вісім років. Харчується переважно частинами рослин. Немає даних про репродуктивну поведінку та час розмноження.